# Estació d'esquí de Mont Tremblant

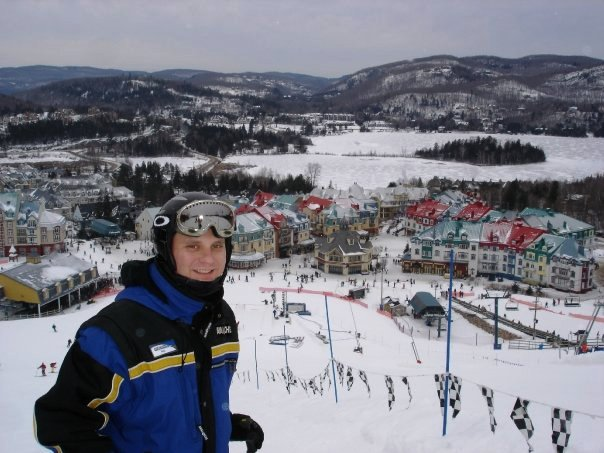
Estació d'esquí de Mont-Tremblant

L'estació d'esquí de Mont Tremblant o Mont Tremblant Ski Resort (coneguda simplement com a Tremblant) és una estació d'esquí de les Muntanyes Laurencianes a Quebec, Canadà situada a uns 130 km al nord-oest de Mont-real. També disposa d'un llac per a nedar i de pistes de golf per als mesos d'estiu. El nom de la muntanya on es troba, Mont Tremblant deriva de l'idioma dels amerindis algonqins que l'anomenaven muntanya que tremola El cim fa 875 metres.
La muntanya i l'estació d'esquí formen part del Parc Nacional Mont-Tremblant.
L'estació es va obrir l'any 1939 i l'any 1991 va ser comprada per Intrawest qui ràpidament la va expandir. El 2009 s'hi va obrir un casino. El 16 de març de 2009, l'actriu Natasha Richardson va tenir-hi un accident al cap i va morir, per hematoma epidural poc temps després.
Aquesta estació d'esquí està reconeguda per Ski Canada Magazine com la primera estació d'esquí de l'est d'Amèrica del Nord durant 14 anys consecutius. Disposa d'una zona esquiable de 600 acres. Té 94 pistes marcades la més llarga fa 6 km. La capacitat de transport és de 27.230 esquiadors per hora.
Al cim de la muntanya hi ha un xalet i restaurant anomenat Le Grand Manitou, obert a ll'hivern i l'estiu.